# Stabenwurst

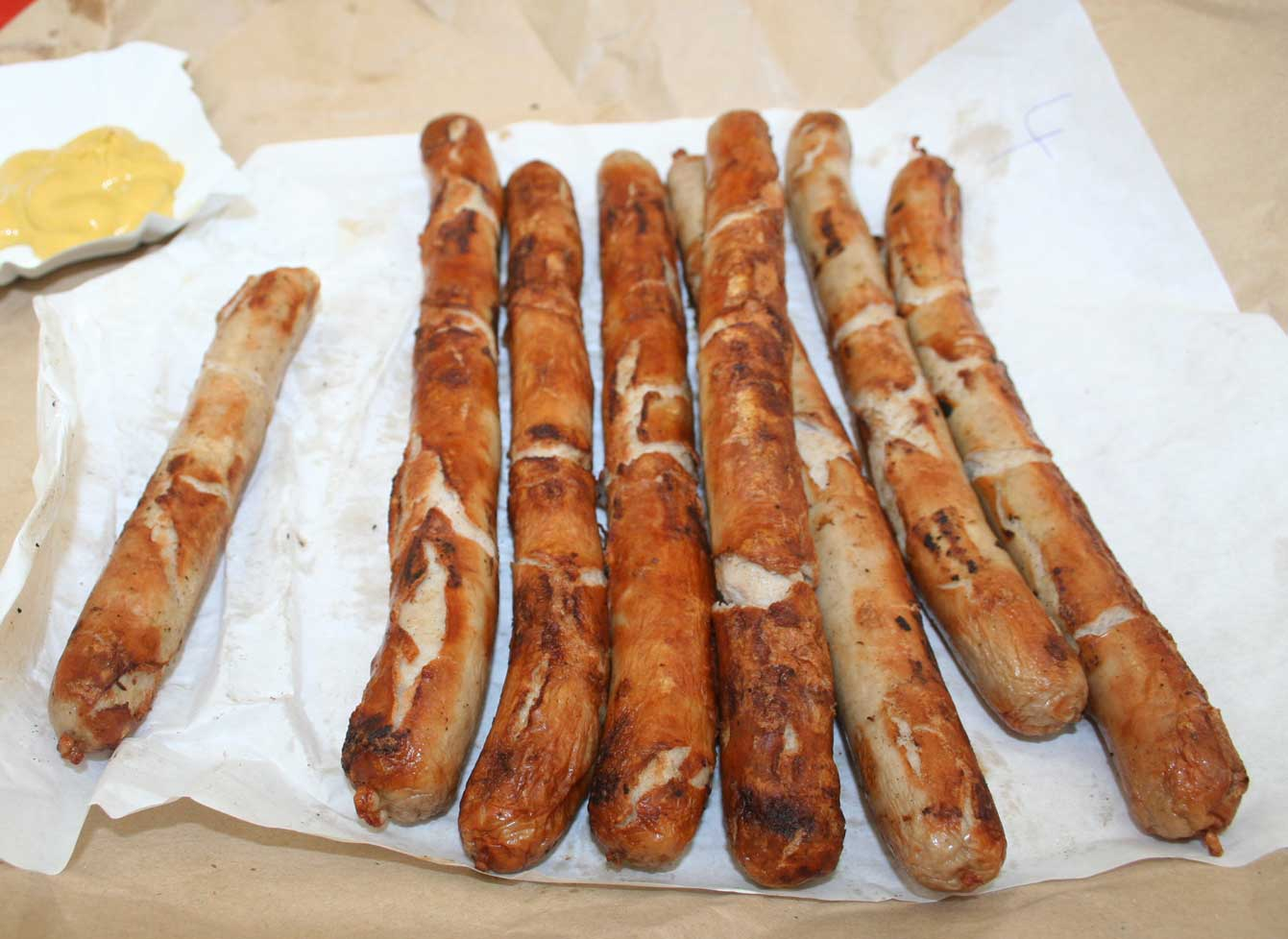
Stabenwürste

Die Stabenwurst (auch Messwurst) ist eine regionaltypische Form der feinen Rostbratwurst, die im Nördlinger Ries hergestellt wird.
Traditionell werden Stabenwürste zum Nördlinger Stabenfest verzehrt, einem Kinderfest im Mai, das bis auf das Jahr 1406 zurückgeht und damit als ältestes Kinderfest Deutschlands gilt. Der Wortteil Staben bezeichnet mit Blumen geschmückte Stäbe, die von Kindern bei einem Umzug durch die Stadt getragen werden.
Stabenwürste werden auch zur Nördlinger Pfingstmesse angeboten, dann meist unter der Bezeichnung Messwürste.
Für die Herstellung der Stabenwurst werden entfettetes Schweinefleisch, entsehntes Jungrindfleisch, Schweinebacken sowie diverse Gewürze verwendet. Stabenwürste werden roh gegrillt.